# کلاته کربلایی غلام
کلاته کربلایی غلام یک روستا در ایران است که در دهستان درمیان واقع شده‌است.